# Ranelagh (Irlandia)
Ranelagh (irl. Raghnallach) – dzielnica Dublina w Irlandii, położona w Southside.
W 1785 roku z ogrodów w Ranelagh Richard Crosbie odbył pierwszy na terenie Irlandii lot balonem na ogrzane powietrze. Balon wylądował w Clontarf.